# 无锡地铁1号线

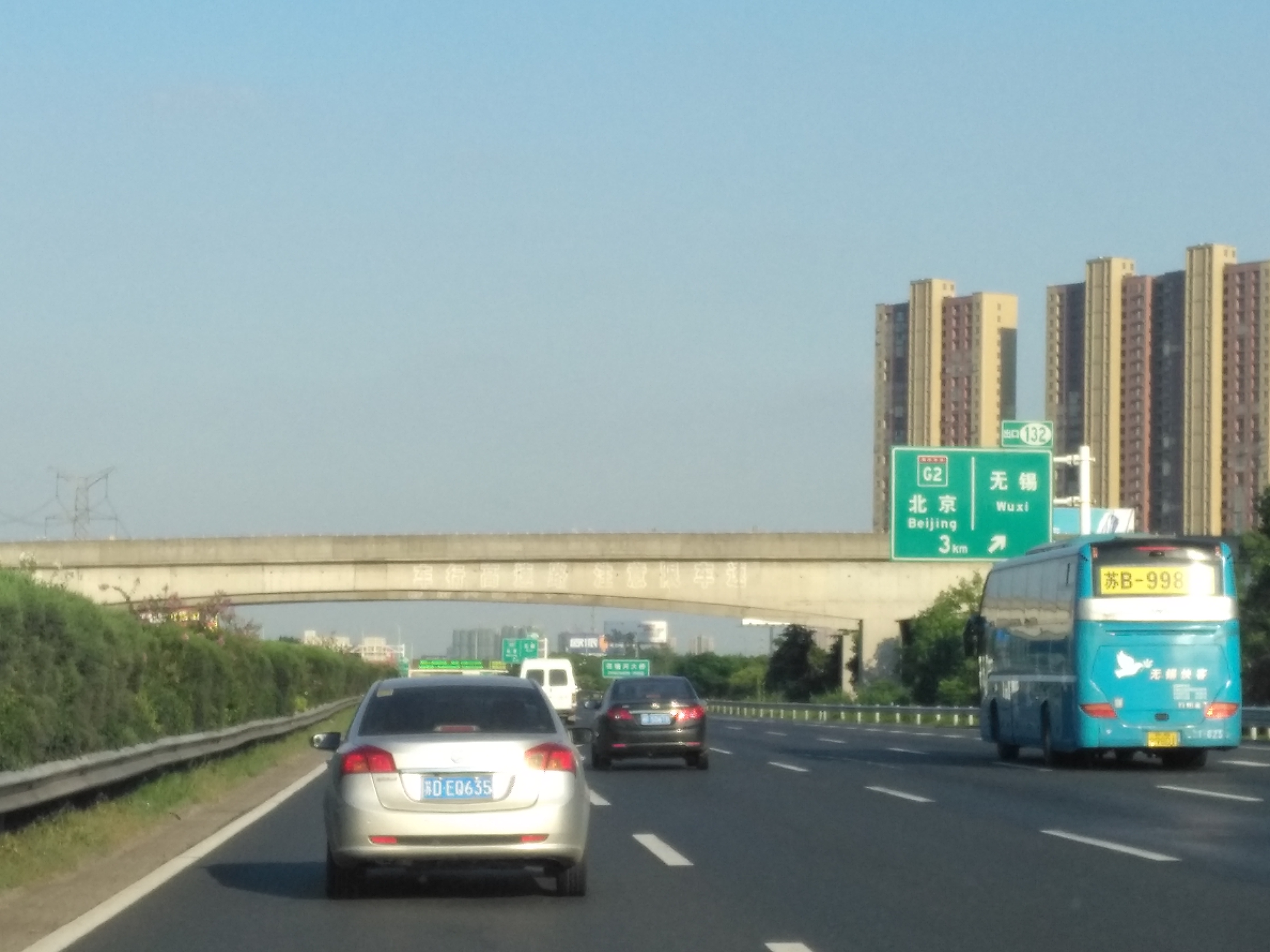
无锡地铁1号线轨道上跨京沪高速公路（沪宁段）

无锡地铁1号线是贯穿江苏省无锡市市区南北的一条城市快速轨道交通线路，为《无锡市城市快速轨道交通规划》中的第一条线路，也是无锡第一条正式运营的轨道交通线路。该线于2009年11月8日全线开工，于2014年7月1日正式运营。2019年9月28日，开通南延段。
一期线路全长29.42千米（高架线7.25千米，地下线及敞开段22.17千米），共设有车站24座，其中地下站19座，高架站5座。南延段全长5.187千米，全部为地下线，新增3座车站。列车最高运行速度可达80千米/小时。该线列车车辆是由中国南车株机公司自主研发生产的B型车，采用鼓型车体4动2拖6辆编组型式，这也是中国大陆第一个采用大载客量6B编组型式地铁的非省会地级市。
1号线路線北起堰桥站，沿惠山新城的惠山大道，向南跨锡北运河、沪宁高速公路至风宾路、锡澄路后下穿沪宁铁路，抵中山路、清扬路后过京杭大运河，至梁东路、南湖大道蠡湖大道，跨具区路后直至终点南方泉站。全程行車時間约50分鐘。

## 大事记
- 2004年5月，无锡市规划局委托日本中央复建工程咨询株式会社编制完成了《无锡市轨道交通线网规划设计》。[3]
- 2008年11月下旬，《无锡快速轨道交通近期建设规划》获国务院批准。[3]
- 2009年11月8日，无锡地铁1号线全线开工。[4]
- 2012年12月31日，1号线全線隧道貫通。[5]
- 2013年3月16日，第一組列車自南车株机公司進駐西漳车辆段。[6]
- 2013年6月14日，无锡地铁集团与上海申通地铁集团签订合作协议，双方就人才培养、运营管理等事务开展合作。[7]
- 2014年5月6日，无锡地铁1号线通过国家级竣工验收。[8]
- 2014年5月25日，无锡地铁以发送试乘券的形式开展十万人试乘地铁1号线活动。[9]
- 2014年7月1日，无锡地铁1号线正式通车载客试运营。[10]
- 2016年，受建設萬達城的影响，地鐵1號綫自长广溪站向南延伸三站。2019年9月28日南延工程完工，与1号线贯通运营。[11][12]

## 与S1贯通运营
為了推進锡澄一体化，地鐵1號綫已于堰桥站预留对接江阴的无锡市域快轨S1线。2019年10月17日，无锡S1线正式开工建设。2024年1月31日正式开通运营。

## 系统参数

### 车辆总体设计

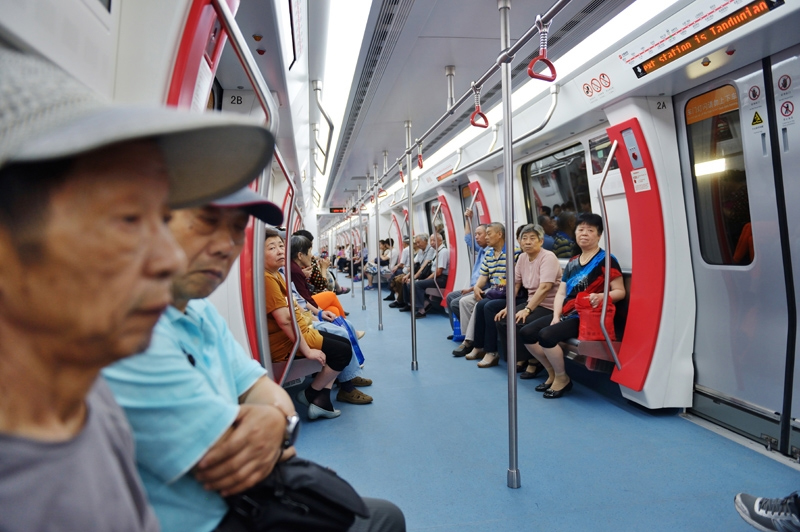
无锡地铁1号线列车内部

无锡地铁1号线车辆由南车株洲电力机车有限公司、南车南京浦镇电力机车有限公司和阿尔斯通合作制造，采用6节编组，由2个单元所组成。其中每个单元由1节拖车（TC车）和2节动车（M1车和M2车）组成。车辆供电方式为第三轨下部接触受电，其额定供电电压为DC1500V，车辆最高运行速度为80千米/小时，设计构造速度为90千米/小时，反向退行最大速度为10千米/小时。此外，由于采用了南车株机设计的鼓型车体，因此最大载客量可达1862人。

### 车辆布局
无锡地铁1号线车辆内部天花板表面沿车辆中心线距地板面的最小高度为2100mm，每节车客室每侧拥有4套双开式电动塞拉门，同侧的车门可以同时打开或关闭。每节车两侧共配备6块双层钢化安全玻璃窗，每侧各配备3张长座椅，并专门设置了残疾人专区。在车辆内部装修中，还融入了“月亮门”造型的江南园林艺术风格，而在冬天，座椅下方设置有电热器，可为座椅上的乘客供暖。

### 月台设置
无锡地铁1号线沿线站点停靠月台均为6辆最大编成数量站台，其中，堰桥、锡北运河、天一、刘潭四个高架站为侧式站台，其余均为岛式站台，比较特殊的是庄前站，因站点设置地处高架与地下转换处，无法实现深挖，列车直接停靠在地下一层，故乘客需经过专用天桥进入地面站点再可进入地下。
换乘站方面，在三阳广场站和市民中心站则设有岛式十字形换乘站，分別与2号线和4号线实现换乘；在无锡火车站设有岛式L形换乘站，与3号线实现换乘。

## 车站列表
|                                      |                     |            |             |          |                           |               |        |
| 工程期名                             | 車站編號 （已取消） | 中文名稱   | 英文名称    | 站體型式 | 换乘线路                  | 开通时间      | 所在地 |
| 无锡地铁1号线车站列表                |                     |            |             |          |                           |               |        |
| ↑S1线列车贯通运营至 █ S1线江阴外滩站 |                     |            |             |          |                           |               |        |
| 主 线                                | L1 01               | 堰桥       |             | 高架     | █ S1线                    | 2014年7月1日  | 惠山區 |
| 主 线                                | L1 02               | 锡北运河   |             | 高架     |                           | 2014年7月1日  | 惠山區 |
| 主 线                                | L1 03               | 西漳       |             | 高架     |                           | 2014年7月1日  | 惠山區 |
| 主 线                                | L1 04               | 天一       |             | 高架     |                           | 2014年7月1日  | 惠山區 |
| 主 线                                | L1 05               | 刘潭       |             | 高架     | █ 4号线                   | 2014年7月1日  | 梁溪区 |
| 主 线                                | L1 06               | 庄前       |             | 地下     |                           | 2014年7月1日  | 梁溪区 |
| 主 线                                | L1 07               | 民丰       |             | 地下     |                           | 2014年7月1日  | 梁溪区 |
| 主 线                                | L1 08               | 无锡火车站 |             | 地下     | █ 3号线                   | 2014年7月1日  | 梁溪区 |
| 主 线                                | L1 09               | 胜利门     |             | 地下     |                           | 2014年7月1日  | 梁溪区 |
| 主 线                                | L1 10               | 三阳广场   |             | 地下     | █ 2号线、 █ 6号线（在建） | 2014年7月1日  | 梁溪区 |
| 主 线                                | L1 11               | 南禅寺     |             | 地下     | █ 5号线（在建）           | 2014年7月1日  | 梁溪区 |
| 主 线                                | L1 12               | 谈渡桥     |             | 地下     |                           | 2014年7月1日  | 梁溪区 |
| 主 线                                | L1 13               | 太湖广场   | Taihu Plaza | 地下     |                           | 2014年7月1日  | 梁溪区 |
| 主 线                                | L1 14               | 清名桥     |             | 地下     |                           | 2014年7月1日  | 梁溪区 |
| 主 线                                | L1 15               | 人民医院   |             | 地下     |                           | 2014年7月1日  | 梁溪区 |
| 主 线                                | L1 16               | 华清大桥   |             | 地下     |                           | 2014年7月1日  | 梁溪区 |
| 主 线                                | L1 17               | 扬名       |             | 地下     |                           | 2014年7月1日  | 梁溪区 |
| 主 线                                | L1 18               | 南湖家园   |             | 地下     |                           | 2014年7月1日  | 滨湖區 |
| 主 线                                | L1 19               | 塘铁桥     |             | 地下     |                           | 2014年7月1日  | 滨湖區 |
| 主 线                                | L1 20               | 金匮公园   |             | 地下     |                           | 2014年7月1日  | 滨湖區 |
| 主 线                                | L1 21               | 市民中心   |             | 地下     | █ 4号线                   | 2014年7月1日  | 滨湖區 |
| 主 线                                | L1 22               | 文化宫     |             | 地下     |                           | 2014年7月1日  | 滨湖區 |
| 主 线                                | L1 23               | 江南大学   |             | 地下     |                           | 2014年7月1日  | 滨湖區 |
| 主 线                                | L1 24               | 长广溪     |             | 地下     |                           | 2014年7月1日  | 滨湖區 |
| 南 延 線                             | L1 25               | 雪浪       |             | 地下     |                           | 2019年9月28日 | 滨湖區 |
| 南 延 線                             | L1 26               | 葛埭桥     |             | 地下     | █ S2线（规划）            | 2019年9月28日 | 滨湖區 |
| 南 延 線                             | L1 27               | 南方泉     |             | 地下     |                           | 2019年9月28日 | 滨湖區 |

## 运营信息

### 票价
依据现行无锡地铁票价，乘坐无锡地铁单程票起价2元，可乘5公里，起步里程以外，每增加票价1元，分别可乘5、5、7、7、9及以上公里。在已开通运行的1、2号线现有里程票价最高8元，使用无锡市民卡刷卡进站可享有9.5折优惠；持学生卡进站享受单程票价5折优惠；无锡市60-69岁老人持老龄卡进站在上下班高峰期（工作日7:00至9:00、16:00至18:00，以进站时间为准）可享受单程票价9.5折优惠、非高峰时间享受5折优惠；无锡市70岁以上持高龄卡老人进站在上下班高峰期（工作日7:00至9:00、16:00至18:00，以进站时间为准）可享受单程票价9.5折优惠，非高峰时间可免费乘车。每位成年人则可携带1名身高1.3米以下的儿童乘坐地铁。
对于持有效证件的残障人士、伤残军人、因公致残警察可免费乘坐地铁。

### 营运时间
无锡地铁1号线首班车南方泉站至堰桥方向时间为5:52，从堰桥站至长广溪方向时间为6:00；末班车从南方泉站至堰桥方向时间为22:30，从堰桥站至南方泉方向时间为22:37。